# Dulama
Dulama (arab. دلامة) – miejscowość w Syrii, w muhafazie Aleppo. W 2004 roku liczyła 1787 mieszkańców.